# اگنس سیمونز
اگنس سیمونز (انگلیسی: Agnes Simon؛ زادهٔ ۲۱ ژوئن ۱۹۳۵) یک بازیکن تنیس روی میز اهل هلند است.
وی همچنین برنده جوایزی همچون برگ بوی نقره‌ای شده است.
وی در مسابقات کشوری و بین‌المللی در مجموع برنده ۴ مدال طلا، ۵ مدال نقره، ۳ مدال برنز شده‌است.